# 2678 Aavasaksa
2678 Aavasaksa (1938 DF1) là một tiểu hành tinh vành đai chính được phát hiện ngày 24 tháng 2 năm 1938 bởi Yrjö Väisälä ở Turku. Nó được đặt theo tên Aavasaksa hill ở Ylitornio, Phần Lan.